# Нурмухаметов, Хамид Муродович
Хамид Муродович Нурмухаметов (род. 9 июля 1992) — казахстанский футболист, нападающий.

## Карьера
Хамид является воспитанником карагандинской команды. За основную команду Хамид дебютировал в 2013 году в игре 28 тура чемпионата Казахстана против команды «Иртыш», выйдя на 74-й минуте вместо Романа Муртазаева.

## Статистика
| Клуб               | Сезон            | Лига             | Лига  | Лига | Кубки  | Кубки | Кубки | Конт.турниры | Конт.турниры | Конт.турниры | Прочие | Прочие | Прочие | Всего | Всего |
| Клуб               | Сезон            | Сорев.           | Матчи | Голы | Сорев. | Матчи | Голы  | Сорев.       | Матчи        | Голы         | Сорев. | Матчи  | Голы   | Матчи | Голы  |
| ------------------ | ---------------- | ---------------- | ----- | ---- | ------ | ----- | ----- | ------------ | ------------ | ------------ | ------ | ------ | ------ | ----- | ----- |
| Шахтёр (Караганда) | 2013             | ЧК               | 1     | 0    | КК     | 0     | 0     | ЛЧ+ЛЕ        | 0+0          | 0+0          | СК     | 0      | 0      | 1     | 0     |
| Всего за карьеру   | Всего за карьеру | Всего за карьеру | 1     | 0    |        | 0     | 0     |              | 0            | 0            |        | 0      | 0      | 1     | 0     |